# 伊蒂乌巴
伊蒂乌巴（葡萄牙語：Itiúba）是巴西巴伊亚州的一个市镇。总面积1730.792平方公里，总人口36996人，人口密度21.4人/平方公里。